# Средногорец (хижа)
Хижа „Средногорец“ се намира непосредствено под връх Малък Богдан (1532 m), като самата тя е на 1486 м н.в., в местността Чемериката в Същинска Средна гора, в района на град Копривщица.
Хижата е изградена като масивна, триетажна сграда с електрификация и водоснабдяване. Има обзаведени туристическа кухня и бар-ресторант. Помещенията в хижата са подсигурени със собствени санитарни възли, сателитна телевизия и безжичен интернет. С допълнителните седем дървени бунгала тя разполага със 70 места.

## Съседни обекти
| Изходни точки                      | Изходни точки |
| ---------------------------------- | ------------- |
| Село Богдан                        | 4,00 ч.       |
| Град Копривщица                    | 5,00 ч.       |
| Град Клисура                       | 6,00 ч.       |
| Село Старосел                      | 6,00 ч.       |
| Село Каравелово                    | 6,30 ч.       |
| Хижи                               |               |
| Хижа „Чивира“ (не функционира)     | 0,45 ч.       |
| Хижа „Богдан“ (не функционира)     | 2,00 ч.       |
| Хижа „Барикадите“ (не функционира) | 2,30 ч.       |
| Хижа „Фенера“                      | 3,00 ч.       |
| Други                              |               |
| Връх Голям Богдан (1604 m)         | 1,30 ч.       |
| Връх Малък Богдан (1532 m)         | 0.20 ч.       |